# Habima

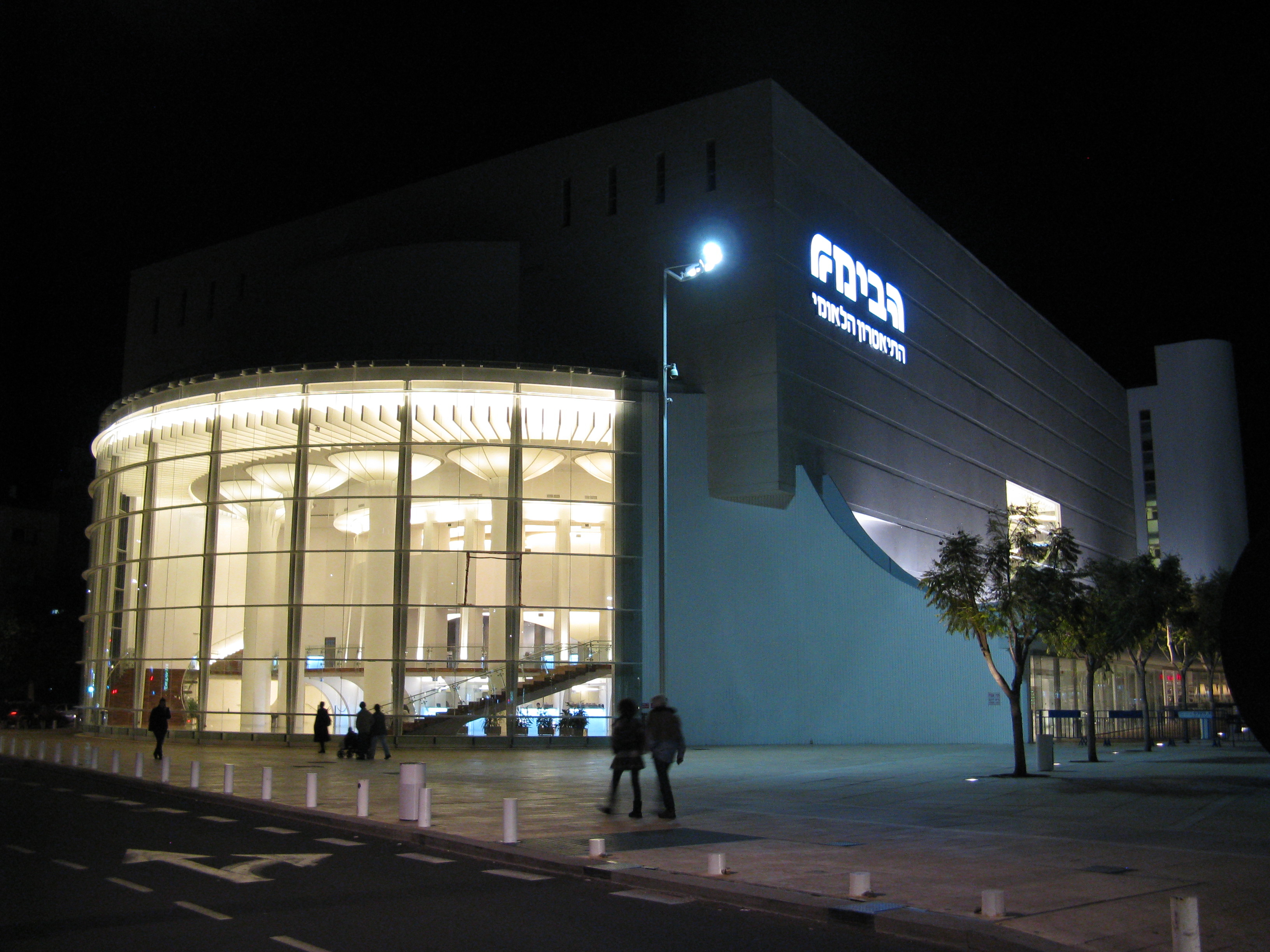
Habima noaptea

Habima sau Teatrul Habima (în ebraică:תיאטרון הבימה, Teatron Habima, în ebraica vorbită „Habíma”, de la cuvântul ebraic Habimá - „scenă”) este teatrul național al Israelului (declarat ca atare printr-o hotărâre a guvernului israelian în octombrie 1958). Habima a fost cel dintâi teatru în limba ebraică. El se află în piața Habima din centrul Tel Avivului, al doilea oraș al Israelului. Ansamblul funcționează fără întrerupere, mai întâi la  Moscova (1917-1928), iar din 1928 în Palestina. Sediul său actual, Beit Habima, din Tel Aviv, datează din anul 1945. De atunci el a suportat mai multe renovări substanțiale. Teatrul Habima este membru în „Uniunea Teatrelor Europene”.

## Istoria

### Începuturile în Polonia (1913)
Teatrul Habima a fost înființat în prima sa versiune încă în anul 1913 de către Nahum Tzemah în orașul polonez Białystok, pe atunci în gubernia Grodno a Imperiului Rus. Numele său inițial a fost „Habima Haivrit” (Scena ebraică). Printre co-fondatorii și primii actori ai ansamblului s-au numărat Menahem Gnessin și Yehoshua Bertonov. Acesta din urmă a regizat și primul spectacol al teatrului,„Pribeagul cel veșnic” de Ossip Dymov. Faptul că spectacolele erau în ebraică și erau închinate unor subiecte legate de viața evreilor, a atras persecuții din partea autorităților țariste. Destul de curând, din cauza unor dificultăți financiare și organizatorice, teatrul a fost nevoit să-și înceteze activitatea.

### Al doilea început la Moscova (1917-26)
În 1917, având intenția de a redeschide teatrul la Moscova, Tzemah a cerut și obținut sprijinul renumitului regizor rus Konstantin Stanislavski.
El a alocat viitorului teatru evreiesc un studiou în clădirea Teatrului de artă din Moscova MHT. În fruntea studioului Stanislavski l-a numit pe elevul sau, regizorul de origine armeană Evgheni Vahtangov. Crearea teatrului sub noua sa formă a fost aprobată la vremea respectivă de autoritățile sovietice, prin comisarul poporului pentru naționalități, Iosif Stalin.  
După lungi căutări s-a găsit un loc pentru Habima în clădirea nr.6 de pe ulița Nijnii Kislovsk. Ansamblul, format în mare parte din evrei originari din Polonia, a folosit acest local până în anul 1924. Casa aceasta fusese în trecut, în anii 1880-anii 1890 sediul teatrului de amatori sau „teatrului-tabacheră” Sekretarev („Sekretariovka”), unde în 1881 și-a făcut debutul însuși Stanislavski. Ulterior ea a găzduit un sanatoriu.   
Redeschiderea festivă a teatrului-studiou a avut loc în data de  8 octombrie1918 printr-o „seară de lucrări de studiou” în regia lui Vahtangov, care a cuprins piesele „Sora cea mare” de Shalom Ash, „Incendiu” de I.L.Peretz, „Soare” de Itzhak Katznelson și „Năpasta” de Itzhak Dov Berkovicz.

### În SUA (1926-28)
În anul 1926  teatrul a părăsit Uniunea Sovietică pentru un turneu peste hotare, inclusiv în Statele Unite. O parte din actori în frunte cu Nahum Tzemah au decis să ramână la New York, unde producțiile teatrului, incluzând și versiuni ebraice ale unor piese  din tradiția teatrală idiș,  s-au bucurat de succes.

### În Palestina britanică (1928-48)
Altă parte a actorilor s-a mutat în anul 1928 în Palestina, sub mandat britanic. Instalat la Tel Aviv, ansamblul Habima a invitat pe regizorul sovietic Aleksei Dikii să ajute la reușita câtorva spectacole. Dikii a regizat cu succes piesa „Comoara”, de Șalom Alehem a cărei premieră în traducere ebraică s-a jucat la 29 decembrie1929, apoi „Coroana” de David Calderon, a cărei premieră s-a ținut la Tel Aviv la 23 mai 1929.  

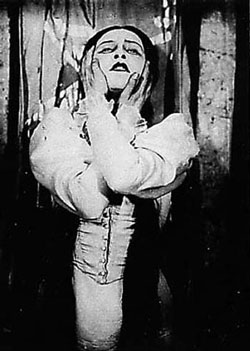
Hanna Rovina în rolul lui Lea in piesa Dibuk, în anii 1920

Aceasta perioadă a consacrat ansamblul ca teatru național ebraic cu repertoriu și scene permanente în Tel Aviv.
Imaginea actriței Hana Rovina în rolul lui Lea'le în producția istorică a Habimei cu piesa „Dibuk” de S.Ansky (în traducerea  din idiș de Haim Nahman Bialik) a devenit „iconul” cultural al teatrului evreiesc și israelian.
În anul 1945 a fost construit edificiul teatrului, care a găzduit spectacole încă înainte de a fi finisat.

### Israel (din 1948); teatru național (din 1958)
În 1958 teatrul a fost onorat cu Premiul de Stat - Premiul Israel, și a fost declarat de către guvern „teatru național”. Era prima dată când Premiul Israel a fost decernat unei organizații.

### După 2000
În secolul al XXI-lea ansamblul teatrului cuprinde 80 actori, precum și încă 120 angajați.
În anii 2000 teatrul a fost cooptat in Uniunea Teatrelor Europene. Între anii 2004-2016 directorul sau artistic a fost Ilan Ronen, care în anul 2011 a fost președinte al Uniunii Teatrelor Europene. În prezent directorul artistic al teatrului este Moshe Kaptan.

#### Renovarea (2007-2012)

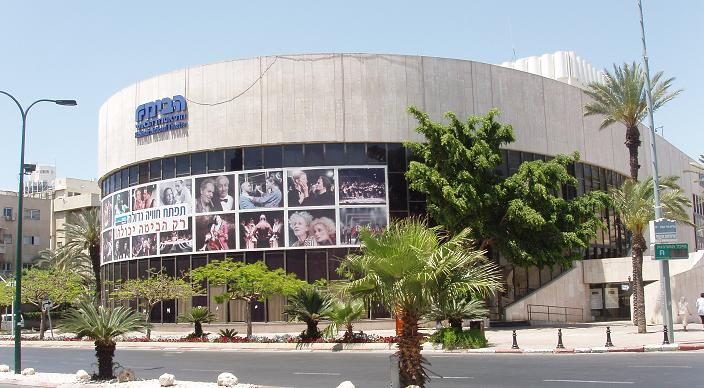
Teatrul Habima înainte de renovare, în anul 2005

În ianuarie 2012 teatrul a fost redeschis după patru ani și jumătate de renovări, conduse de arhitectul Ram Karmi, care a fost angajat pentru a redesena clădirea istorică. Renovarea a costat circa 100 milioane de șekeli. În cursul ei au fost adăugate un spațiu de 500 m², trei săli noi de repetiții, și au fost reclădite cele patru auditorii. 
Sala principală Rowina a fost colorată în albastru și numără 930 locuri. Sala Meskin, în culoare de levănțică, are 320 locuri, iar sala Bertonov în subsol a fost colorată în verde și are 220 locuri. Mai există încă o sală de 170 locuri Habima 4 sau Heineken, ai cărei pereți sunt acoperiți cu plăci de lemn.